# Fontenay-Saint-Père
Fontenay-Saint-Père là một xã thuộc tỉnh Yvelines, trong vùng Île-de-France, Pháp, có cự ly khoảng 7 km về phía đông bắc de Mantes-la-Jolie.
Người dân địa phương trong tiếng Pháp gọi là Fontenaisiens.
Các xã giáp ranh là: Drocourt và Saint-Cyr-en-Arthies về phía bắc, de Follainville-Dennemont về phía tây, Limay về phía nam, Sailly và Guitrancourt về phía đông.
Fontenay-Saint-Père nằm trong chu vi công viên tự nhiên vùng Vexin Pháp.